# Ichneumon coelestis
Ichneumon coelestis är en stekelart som beskrevs av Geoffroy 1785. Ichneumon coelestis ingår i släktet Ichneumon och familjen brokparasitsteklar. Inga underarter finns listade i Catalogue of Life.